# 上恩斯特林根
上恩斯特林根（德語：Oberengstringen）是瑞士联邦苏黎世州迪蒂孔区的市镇。该市镇面积为2.15平方千米，海拔高度413米，2018年12月31日人口数为6,599。

## 外部連結
- 上恩斯特林根官方网站 （德文）